# Buckleya graebneriana
Buckleya graebneriana är en sandelträdsväxtart som beskrevs av Friedrich Ludwig Diels. Buckleya graebneriana ingår i släktet Buckleya och familjen sandelträdsväxter. Inga underarter finns listade i Catalogue of Life.